# Charlotte Mebenga Amombo
Charlotte Mebenga Amombo, née le 7 mai 1981, est une athlète camerounaise.

## Carrière
Charlotte Mebenga Amombo est médaillée d'argent du relais 4 × 100 mètres aux Championnats d'Afrique de 2010 à Nairobi et médaillée de bronze dans cette même épreuve aux Jeux africains de 2011 à Maputo.